# Polydimethylsiloxaan
Polydimethylsiloxaan (PDMS, ook wel dimethylpolysiloxaan) (CAS-nummer 63148-62-9) is een vaakgebruikt polymeer dat silicium bevat. Het behoort tot de klasse van de siliconen. De polymeerketens bestaan uit opeenvolgende eenheden met de formule -(CH3)2SiO- en zijn aan de uiteinden gestabiliseerd met trimethylsiloxy-eenheden met de formule -(CH3)3SiO.

## Eigenschappen
De vloeistof is helder, kleurloos, viskeus, chemisch inert, ongevaarlijk, niet ontvlambaar, en is vrijwel onoplosbaar in water.

## Toepassingen
- De stof wordt aan veel voedingsmiddelen toegevoegd als antischuimmiddel, m.n. aan confituren, marmelade (jam), fruit- en groentenconserven, vruchtensappen, soepen en (frituur)vetten. Het is in de Europese Unie toegelaten onder het E-nummer E900. De aanvaardbare dagelijkse inname (ADI) is 1,5 mg/kg lichaamsgewicht.
- Polydimethylsiloxaan met een moleculair gewicht van ongeveer 27000 wordt gebruikt (als Biodur S10) bij een aantal plastinatiemethoden.
- Vernet PolyDimethylsilicone (cross-linked) heeft een zeer grote molecuulmassa en is daardoor de meest stabiele stationaire fase voor capillaire gas-vloeistof chromatografie.
- PDMS wordt ook veel gebruikt om microfluïdische chips te produceren. Het is gasdoorlatend en biocompatibel, en daarom geschikt voor het kweken van cellen in chips. Het heeft echter als nadeel dat het krimpt en makkelijk vervormt.
- Polydimethylsiloxaan-vloeistoffen zijn in de schoonheidsindustrie en persoonlijke verzorging bekend onder hun INCI-naam Dimeticon. Een van de toepassingen is hoofdluisbestrijding. Dimeticon vormt een afsluitend laagje over de hoofdluis, waardoor de ademhalingsorganen van de hoofdluis worden afgesloten en de hoofdluis verstikt.

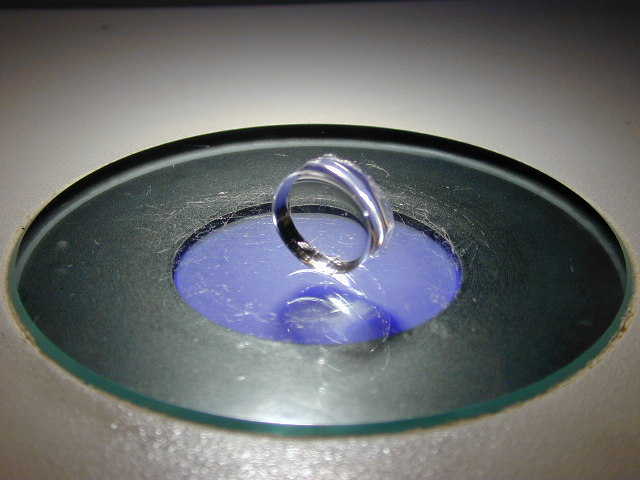
uitgeharde PDMS-cilinder op het grondlicht van een stereomicroscoop